# Meio Rádio
Meio Rádio é um podcast brasileiro fundado em junho de 2019. Apresentado por Caetano Cury, Hugo Vecchiato e Leandro Gouveia, é uma produção sobre comédia.

## História
O podcast Meio Rádio foi originalmente lançado em junho de 2019. O projeto foi desenvolvido de forma independente pelos jornalistas Caetano Cury, Hugo Vecchiato e Leandro Gouveia, que já trabalhavam em programas jornalísticos de rádio, com a proposta de ser um podcast de humor non sense. Suas atualizações são geralmente quinzenais.
No final de 2019, Meio Rádio foi premiado na categoria Podcast do Troféu APCA.

## Integrantes
- Caetano Cury (2019–atualmente)
- Hugo Vecchiato (2019–atualmente)
- Leandro Gouveia (2019–atualmente)

## Prêmios e indicações
| Ano  | Premiação   | Categoria | Trabalho   | Resultado | Ref.        |
| ---- | ----------- | --------- | ---------- | --------- | ----------- |
| 2019 | Troféu APCA | Podcast   | Meio Rádio | Venceu    | [ 3 ] [ 4 ] |